# 14566 Hōkūleʻa
14566 Hōkūleʻa è un asteroide della fascia principale. Scoperto nel 1998, presenta un'orbita caratterizzata da un semiasse maggiore pari a 2,6091103 au e da un'eccentricità di 0,2552315, inclinata di 10,56763° rispetto all'eclittica.
L'asteroide era stato inizialmente battezzato 14566 Hokule'a per poi essere corretto nella denominazione attuale.
Per la denominazione dell'asteroide è stata usata una parola hawaiana che indica sia un tipo di imbarcazione sia la stella Arturo.